# 21770 Wangyiran
21770 Wangyiran este un asteroid din centura principală de asteroizi.

## Descriere
21770 Wangyiran este un asteroid din centura principală de asteroizi. A fost descoperit pe 8 septembrie 1999 la Socorro, New Mexico, în cadrul proiectului LINEAR. Asteroidul prezintă o orbită caracterizată de o semiaxă mare de 2,35 ua, o excentricitate de 0,05 și o înclinație de 5,1° în raport cu ecliptica.